# Вітрильний спорт на літніх Олімпійських іграх 2016 — кваліфікація
У змаганнях з вітрильного спорту на літніх Олімпійських іграх 2016 зможуть взяти участь 380 спортсменів (217 чоловіків і 163 жінок), які змагатимуться за 10 комплектів нагород. Кожну країну може представляти тільки один екіпаж у кожній дисципліні і не більше ніж 15 спортсменів загалом (8 чоловіків та 7 жінок).

## Правила кваліфікації
Основним етапом відбору до літніх Олімпійських ігор в Ріо-де-Жанейро став комплексний чемпіонат світу з вітрильного спорту 2014 року, під час якого визначено володарів 138 путівок. Ще 47 квот розподілено за підсумками світових першостей в окремих дисциплінах. Також упродовж 2015 і 2016 років за підсумками різних континентальних першостей визначено володарів ще 75-ти ліцензій.

## Кваліфікація

### Розклад
| Дисципліна                                                                         | Строки                     | Місце        |
| ---------------------------------------------------------------------------------- | -------------------------- | ------------ |
| Чемпіонат світу з вітрильного спорту 2014                                          | 8–21 вересня 2014          | Сантандер    |
| Чемпіонат світу з вітрильного спорту в класі Лазер 2015                            | 29 червня – 8 липня 2015   | Кінгстон     |
| Чемпіонат світу з вітрильного спорту в класі Nacra 17 2015                         | 3–11 липня 2015            | Орхус        |
| Чемпіонат світу з вітрильного спорту в класі 470 2015                              | 10–17 жовтня 2015          | Хайфа        |
| Чемпіонат світу з вітрильного спорту в класі RS:X 2015                             | 19–24 жовтня 2015          | Аль-Муссана  |
| Чемпіонат світу з вітрильного спорту в класах 49er і 49erFX 2015                   | 16–21 листопада 2015       | Буенос-Айрес |
| Чемпіонат світу з вітрильного спорту серед жінок у класі Лазер Радіал 2015         | 20–26 листопада 2015       | Аль-Муссана  |
| Чемпіонат світу з вітрильного спорту в класі Фінн 2015                             | 24–29 листопада 2015       | Такапуна     |
| Африканські кваліфікаційні турніри                                                 |                            |              |
| Африканська кваліфікаційна регата (RS:X, Лазер, Лазер Радіал)                      | 4–11 грудня 2015           | Алжир        |
| Африканська кваліфікаційна регата (470 чоловіки)                                   | 12–17 січня 2016           | Кейптаун     |
| Регата «Принцеса Софія» (решта дисциплін)                                          | 26 березня – 2 квітня 2016 | Пальма       |
| Азійські кваліфікаційні турніри                                                    |                            |              |
| Кубок світу з вітрильного спорту 2015 (Фінн, 470, Nacra 17)                        | 14–20 вересня 2015         | Циндао       |
| Чемпіонат Азії з вітрильного спорту 2016 (RS:X, Лазер, Лазер Радіал, 49er, 49erFX) | 5–12 березня 2016          | Абу-Дабі     |
| Європейські кваліфікаційні турніри                                                 |                            |              |
| Регата «Принцеса Софія» (всі дисципліни)                                           | 26 березня – 2 квітня 2016 | Пальма       |
| Північно- і Південноамериканські кваліфікаційні турніри                            |                            |              |
| Панамериканські ігри 2015 (Лазер і Лазер Радіал)                                   | 12–19 липня 2015           | Торонто      |
| Кубок світу з вітрильного спорту 2016 (всі дисципліни)                             | 25–30 січня 2016           | Маямі        |
| Океанські кваліфікаційні турніри                                                   |                            |              |
| Кубок світу з вітрильного спорту 2015 (всі дисципліни)                             | 6–13 грудня 2015           | Мельбурн     |

### Розподіл квот
| Дисципліна        | ЧС 2014  | ЧС 2015  | Афр      | Азі      | Оке      | Євр      | ПнА      | ПдА      | Господарі | Три.     | Загалом  |
| Чоловіки          | Чоловіки | Чоловіки | Чоловіки | Чоловіки | Чоловіки | Чоловіки | Чоловіки | Чоловіки | Чоловіки  | Чоловіки | Чоловіки |
| ----------------- | -------- | -------- | -------- | -------- | -------- | -------- | -------- | -------- | --------- | -------- | -------- |
| Клас RS:X         | 18       | 6        | 2        | 2        | 1        | 2        | 2        | 2        | 1         | 0        | 36       |
| Клас Лазер        | 23       | 9        | 2        | 2        | 1        | 2        | 2        | 2        | 1         | 2        | 46       |
| Клас Фінн         | 12       | 4        | 1        | 1        | 1        | 1        | 1        | 1        | 1         | 0        | 23       |
| Клас 470          | 13       | 6        | 1        | 1        | 1        | 1        | 1        | 1        | 1         | 0        | 26       |
| Клас 49er         | 10       | 3        | 1        | 1        | 1        | 1        | 1        | 1        | 1         | 0        | 20       |
| Жінки             |          |          |          |          |          |          |          |          |           |          |          |
| Клас RS:X         | 13       | 6        | 1        | 1        | 1        | 1        | 1        | 1        | 1         | 0        | 26       |
| Клас Лазер Радіал | 19       | 4        | 2        | 2        | 1        | 2        | 2        | 2        | 1         | 2        | 37       |
| Клас 470          | 10       | 3        | 1        | 1        | 1        | 1        | 1        | 1        | 1         | 0        | 20       |
| Клас 49erFX       | 10       | 3        | 1        | 1        | 1        | 1        | 1        | 1        | 1         | 0        | 20       |
| Змішані           |          |          |          |          |          |          |          |          |           |          |          |
| Nacra 17          | 10       | 3        | 1        | 1        | 1        | 1        | 1        | 1        | 1         | 0        | 20       |

## Країни, що кваліфікувались
| Nation                                | Чоловіки | Чоловіки | Чоловіки | Чоловіки | Чоловіки | Жінки | Жінки        | Жінки | Жінки   | Змішані  | Загалом | Загалом    |
| Nation                                | RS:X     | Лазер    | Фінн     | 470      | 49er     | RS:X  | Лазер Радіал | 470   | 49er FX | Накра 17 | Човни   | Спортсмени |
| ------------------------------------- | -------- | -------- | -------- | -------- | -------- | ----- | ------------ | ----- | ------- | -------- | ------- | ---------- |
| Алжир (ALG)                           | X        |          |          |          |          | X     | X            |       |         |          | 3       | 3          |
| Ангола (ANG)                          |          | X        |          | X        |          |       |              |       |         |          | 2       | 3          |
| Аргентина (ARG)                       | X        | X        | X        | X        | X        | X     | X            |       | X       | X        | 9       | 13         |
| Аруба (ARU)                           |          |          |          |          |          |       | X            |       |         | X        | 2       | 3          |
| Австралія (AUS)                       |          | X        | X        | X        | X        |       | X            | X     |         | X        | 7       | 11         |
| Австрія (AUT)                         |          |          |          | X        | X        |       |              | X     |         | X        | 4       | 8          |
| Білорусь (BLR)                        | X        |          |          |          |          |       | X            |       |         |          | 2       | 2          |
| Бельгія (BEL)                         |          | X        |          |          | X        |       | X            |       |         |          | 3       | 4          |
| Бермуди (BER)                         |          | X        |          |          |          |       | X            |       |         |          | 2       | 2          |
| Бразилія (BRA)                        | X        | X        | X        | X        | X        | X     | X            | X     | X       | X        | 10      | 15         |
| Канада (CAN)                          |          | X        | X        | X        |          |       | X            |       | X       | X        | 6       | 9          |
| Кайманові Острови (CAY)               |          |          |          |          |          |       | X            |       |         |          | 1       | 1          |
| Чилі (CHI)                            |          | X        |          | X        | X        |       |              | X     | X       |          | 5       | 9          |
| Китай (CHN)                           | X        |          | X        | X        |          | X     | X            | X     |         |          | 6       | 8          |
| Колумбія (COL)                        | X        |          |          |          |          |       |              |       |         |          | 1       | 1          |
| Острови Кука (COK)                    |          | X        |          |          |          |       | X            |       |         |          | 2       | 2          |
| Хорватія (CRO)                        | X        | X        | X        | X        | X        |       | X            |       |         |          | 6       | 8          |
| Кіпр (CYP)                            | X        | X        |          |          |          |       |              |       |         |          | 2       | 2          |
| Чехія (CZE)                           | X        | X        |          |          |          |       | X            |       |         |          | 3       | 3          |
| Данія (DEN)                           | X        | X        | X        |          | X        | X     | X            |       | X       | X        | 7       | 11         |
| Єгипет (EGY)                          |          | X        |          |          |          |       |              |       |         |          | 1       | 1          |
| Сальвадор (ESA)                       |          | X        |          |          |          |       |              |       |         |          | 1       | 1          |
| Естонія (EST)                         |          | X        | X        |          |          | X     |              |       | X       |          | 4       | 5          |
| Фінляндія (FIN)                       |          | X        | X        | X        |          | X     | X            |       | X       |          | 6       | 8          |
| Франція (FRA)                         | X        | X        | X        | X        | X        | X     | X            | X     | X       | X        | 10      | 15         |
| Німеччина (GER)                       | X        | X        |          | X        | X        |       |              | X     | X       | X        | 7       | 12         |
| Велика Британія (GBR)                 | X        | X        | X        | X        | X        | X     | X            | X     | X       | X        | 10      | 15         |
| Греція (GRE)                          | X        |          | X        | X        |          | X     |              |       |         | X        | 5       | 7          |
| Гватемала (GUA)                       |          | X        |          |          |          |       |              |       |         |          | 1       | 1          |
| Гонконг (HKG)                         | X        |          |          |          |          | X     |              |       |         |          | 2       | 2          |
| Угорщина (HUN)                        | X        | X        | X        |          |          | X     | X            |       |         |          | 5       | 5          |
| Ірландія (IRL)                        |          | X        |          |          | X        |       | X            |       | X       |          | 4       | 6          |
| Ізраїль (ISR)                         | X        |          |          | X        |          | X     |              | X     |         |          | 4       | 6          |
| Італія (ITA)                          | X        | X        | X        |          | X        | X     | X            | X     | X       | X        | 9       | 13         |
| Японія (JPN)                          | X        |          |          | X        | X        | X     | X            | X     | X       |          | 6       | 11         |
| Латвія (LAT)                          |          |          |          |          |          | X     |              |       |         |          | 1       | 1          |
| Литва (LTU)                           | X        |          |          |          |          |       | X            |       |         |          | 2       | 2          |
| Малайзія (MAS)                        |          | X        |          |          |          |       | X            |       |         |          | 2       | 2          |
| Мексика (MEX)                         | X        | X        |          |          |          | X     |              |       |         |          | 3       | 3          |
| Чорногорія (MNE)                      |          | X        |          |          |          |       |              |       |         |          | 1       | 1          |
| Нідерланди (NED)                      | X        | X        | X        |          |          | X     | X            | X     | X       | X        | 8       | 11         |
| Нова Зеландія (NZL)                   |          | X        | X        | X        | X        |       |              | X     | X       | X        | 7       | 12         |
| Норвегія (NOR)                        |          | X        | X        |          |          | X     | X            |       | X       |          | 5       | 6          |
| Перу (PER)                            |          | X        |          |          |          |       | X            |       |         |          | 2       | 2          |
| Польща (POL)                          | X        | X        |          |          | X        | X     |              | X     |         |          | 5       | 7          |
| Португалія (POR)                      | X        | X        |          |          | X        |       | X            |       |         |          | 4       | 5          |
| Росія (RUS)                           | X        | X        |          | X        |          | X     |              | X     |         |          | 5       | 7          |
| Сент-Люсія (LCA)                      |          |          |          |          |          |       | X            |       |         |          | 1       | 1          |
| Сейшельські Острови (SEY)             | X        | X        | X        |          |          |       |              |       |         |          | 3       | 3          |
| Сінгапур (SIN)                        | X        | X        |          |          |          | X     | X            | X     | X       | X        | 7       | 10         |
| Словенія (SLO)                        |          |          | X        |          |          |       |              | X     |         |          | 2       | 3          |
| ПАР (RSA)                             |          | X        |          | X        |          |       |              |       |         |          | 2       | 3          |
| Південна Корея (KOR)                  | X        | X        |          | X        |          |       |              |       |         |          | 3       | 4          |
| Іспанія (ESP)                         | X        | X        |          | X        | X        | X     | X            | X     | X       | X        | 9       | 14         |
| Швеція (SWE)                          |          | X        | X        | X        |          |       | X            |       | X       |          | 5       | 7          |
| Швейцарія (SUI)                       | X        |          |          | X        | X        |       |              | X     |         | X        | 5       | 9          |
| Китайський Тайбей (TPE)               | X        |          |          |          |          |       |              |       |         |          | 1       | 1          |
| Таїланд (THA)                         | X        | X        |          |          |          | X     | X            |       |         |          | 4       | 4          |
| Тринідад і Тобаго (TRI)               |          | X        |          |          |          |       |              |       |         |          | 1       | 1          |
| Туніс (TUN)                           |          | X        |          |          |          |       | X            |       |         | X        | 3       | 4          |
| Туреччина (TUR)                       | X        |          | X        | X        |          | X     | X            |       |         |          | 5       | 6          |
| Україна (UKR)                         | X        |          |          | X        |          |       |              |       |         |          | 2       | 3          |
| США (USA)                             | X        | X        | X        | X        | X        | X     | X            | X     | X       | X        | 10      | 15         |
| Уругвай (URU)                         |          |          | X        |          |          |       | X            |       |         | X        | 3       | 4          |
| Венесуела (VEN)                       | X        | X        |          |          |          |       |              |       |         |          | 2       | 2          |
| Американські Віргінські Острови (ISV) |          | X        |          |          |          |       |              |       |         |          | 1       | 1          |
| Загалом: 66 НОК                       | 36       | 46       | 23       | 26       | 20       | 26    | 37           | 20    | 20      | 20       | 275     | 380        |

## Чоловічі змагання

### RS:X
| #  | Країна                    | Кваліфікаційний турнір    | Місце на турнірі | Яхтсмен                  | Яхтсмен на Іграх          |
| -- | ------------------------- | ------------------------- | ---------------- | ------------------------ | ------------------------- |
| 1  | Бразилія (BRA)            | Країна-господарка         | Н/Д              | Н/Д                      | Рікардо Сантуш            |
| 2  | Франція (FRA)             | Чемпіонат світу 2014      | 1                | Жульєн Бонтам            | П'єр Ле Кок               |
| 3  | Польща (POL)              | Чемпіонат світу 2014      | 2                | Пшемислав Мярчинський    | Пйотр Мишка               |
| 4  | Велика Британія (GBR)     | Чемпіонат світу 2014      | 5                | Нік Демпсі               | Нік Демпсі                |
| 5  | Греція (GRE)              | Чемпіонат світу 2014      | 6                | Байрон Коккаланіс        | Байрон Коккаланіс         |
| 6  | Нідерланди (NED)          | Чемпіонат світу 2014      | 7                | Доріан ван Рейссельберге | Доріан ван Рейссельберге  |
| 7  | Ізраїль (ISR)             | Чемпіонат світу 2014      | 11               | Німрод Нашіах            | Шахар Цубері              |
| 8  | Німеччина (GER)           | Чемпіонат світу 2014      | 12               | Тоні Вільгельм           | Тоні Вільгельм            |
| 9  | Іспанія (ESP)             | Чемпіонат світу 2014      | 13               | Іван Пастор Лафуентеа    | Іван Пастор Лафуентеа     |
| —  | Нова Зеландія (NZL)       | Чемпіонат світу 2014      | 16               | Джей Пі Тобін            |                           |
| 10 | Китай (CHN)               | Чемпіонат світу 2014      | 17               | Ван Айчень               | Ван Айчень                |
| 11 | Кіпр (CYP)                | Чемпіонат світу 2014      | 18               | Андреас Каріолу          | Андреас Каріолу           |
| 12 | Данія (DEN)               | Чемпіонат світу 2014      | 19               | Себастьян Флейшер        | Себастьян Флейшер         |
| 13 | Аргентина (ARG)           | Чемпіонат світу 2014      | 22               | Маріано Ройтеманн        | Баутіста Саубідет Біркнер |
| 14 | Литва (LTU)               | Чемпіонат світу 2014      | 23               | Юозас Бернотас           | Юозас Бернотас            |
| 15 | Італія (ITA)              | Чемпіонат світу 2014      | 24               | Данієле Бенедетті        | Маттіа Камбоні            |
| 16 | Росія (RUS)               | Чемпіонат світу 2014      | 25               | Максим Оберемко          | Максим Оберемко           |
| 17 | Японія (JPN)              | Чемпіонат світу 2014      | 26               | Макото Томідзава         | Макото Томідзава          |
| —  | Норвегія (NOR)            | Чемпіонат світу 2014      | 28               | Себастьян Ванґ-Гансен    |                           |
| 18 | Швейцарія (SUI)           | Чемпіонат світу 2015      | 6                | Матео Санс Ланс          | Матео Санс Ланс           |
| 19 | Південна Корея (KOR)      | Чемпіонат світу 2015      | 20               | Тхе-Хун Лі               | Тхе-Хун Лі                |
| 20 | Угорщина (HUN)            | Чемпіонат світу 2015      | 22               | Арон Гадорфалві          | Арон Гадорфалві           |
| 21 | Гонконг (HKG)             | Чемпіонат світу 2015      | 27               | Майкл Чен Чуньлян        | Майкл Чен Чуньлян         |
| 22 | Португалія (POR)          | Чемпіонат світу 2015      | 28               | Жуан Родрігес            | Жуан Родрігес             |
| 23 | Мексика (MEX)             | Чемпіонат світу 2015      | 34               | Давід М'єр               | Давід М'єр                |
| 24 | Україна (UKR)             | Чемпіонат світу 2015      | 36               | Олександр Тугарєв        | Олександр Тугарєв         |
| —  | Швеція (SWE)              | Чемпіонат світу 2015      | 52               | Адам Гольм               |                           |
| 25 | Китайський Тайбей (TPE)   | Чемпіонат світу 2015      | 58               | Хао Чжан                 | Хао Чжан                  |
| 26 | Туреччина (TUR)           | Чемпіонат світу 2015      | 68               | Памір Сачкан             | Онур Джавіт Біріз         |
| 27 | Чехія (CZE)               | Чемпіонат світу 2015      | 75               | Карел Лавицьки           | Карел Лавицьки            |
| 28 | Алжир (ALG)               | Африканська регата        | 1                | Хамза Бурас              | Хамза Бурас               |
| 29 | Сейшельські Острови (SEY) | Африканська регата        | 3                | Жан-Марк Гардетт         | Жан-Марк Гардетт          |
| 30 | Таїланд (THA)             | Кубок світу (Азія)        | 3                | Наттапонг Поноппарат     | Наттапонг Поноппарат      |
| 31 | Сінгапур (SIN)            | Кубок світу (Азія)        | 7                | Леонард Онг              | Леонард Онг               |
| —  |                           | Кубок світу (Океанія)     |                  |                          |                           |
| 32 | Хорватія (CRO)            | «Принцеса Софія» (Європа) | 21               | Лука Мратовіч            | Лука Мратовіч             |
| 33 | Білорусь (BLR)            | «Принцеса Софія» (Європа) | 27               | Микита Циркун            | Микита Циркун             |
| —  | Канада (CAN)              | Кубок світу (ПнА)         | 20               | Закарі Плавсіч           |                           |
| 34 | США (USA)                 | Кубок світу (ПнА)         | 24               | Педро Паскуаль           | Педро Паскуаль            |
| 35 | Венесуела (VEN)           | Кубок світу (ПдА)         | 31               | Даніель Флорес           | Даніель Флорес            |
| 36 | Колумбія (COL)            | Кубок світу (ПдА)         | 36               | Сантьяго Грілло          | Сантьяго Грілло           |

### Лазер
| #  | Країна                                | Кваліфікаційний турнір          | Місце на турнірі | Яхтсмен             | Яхтсмен на Іграх      |
| -- | ------------------------------------- | ------------------------------- | ---------------- | ------------------- | --------------------- |
| 1  | Бразилія (BRA)                        | Країна-господарка               | Н/Д              | Н/Д                 | Роберт Шейдт          |
| 2  | Нідерланди (NED)                      | Чемпіонат світу 2014            | 1                | Ніколас Гейнер      | Рутгер ван Шарденбург |
| 3  | Австралія (AUS)                       | Чемпіонат світу 2014            | 2                | Том Бертон          | Том Бертон            |
| 4  | Велика Британія (GBR)                 | Чемпіонат світу 2014            | 3                | Нік Томпсон         | Нік Томпсон           |
| 5  | Німеччина (GER)                       | Чемпіонат світу 2014            | 4                | Філіпп Буль         | Філіпп Буль           |
| 6  | Франція (FRA)                         | Чемпіонат світу 2014            | 6                | Жан-Баптіст Берназ  | Жан-Баптіст Берназ    |
| 7  | США (USA)                             | Чемпіонат світу 2014            | 7                | Чарлі Бекінгем      | Чарлі Бекінгем        |
| 8  | Нова Зеландія (NZL)                   | Чемпіонат світу 2014            | 9                | Сем Міч             | Сем Міч               |
| 9  | Кіпр (CYP)                            | Чемпіонат світу 2014            | 10               | Павлос Контідес     | Павлос Контідес       |
| 10 | Швеція (SWE)                          | Чемпіонат світу 2014            | 13               | Єспер Сталхейм      | Єспер Сталхейм        |
| 11 | Італія (ITA)                          | Чемпіонат світу 2014            | 16               | Джованні Кокколуто  | Франческо Марраї      |
| 12 | Хорватія (CRO)                        | Чемпіонат світу 2014            | 22               | Тончі Стіпанович    | Тончі Стіпанович      |
| 13 | Норвегія (NOR)                        | Чемпіонат світу 2014            | 29               | Крістіан Рут        | Крістіан Рут          |
| 14 | Сінгапур (SIN)                        | Чемпіонат світу 2014            | 32               | Колін Чен           | Колін Чен             |
| 15 | Гватемала (GUA)                       | Чемпіонат світу 2014            | 33               | Хуан Ігнасіо Маельї | Хуан Ігнасіо Маельї   |
| 16 | Туніс (TUN)                           | Чемпіонат світу 2014            | 36               | Юссеф Акроут        | Юссеф Акроут          |
| 17 | Американські Віргінські Острови (ISV) | Чемпіонат світу 2014            | 37               | Сай Томпсон         | Сай Томпсон           |
| 18 | Ірландія (IRL)                        | Чемпіонат світу 2014            | 38               | Джеймс Еспей        | Фінн Лінч             |
| 19 | Португалія (POR)                      | Чемпіонат світу 2014            | 39               | Руй Сілвейра        | Густаво Ліма          |
| 20 | Бельгія (BEL)                         | Чемпіонат світу 2014            | 42               | Ваннес ван Лар      | Wannes van Laer       |
| 21 | Канада (CAN)                          | Чемпіонат світу 2014            | 43               | Лі Паркхілл         | Лі Паркхілл           |
| 22 | Фінляндія (FIN)                       | Чемпіонат світу 2014            | 45               | Каарле Таппер       | Каарле Таппер         |
| 23 | Данія (DEN)                           | Чемпіонат світу 2014            | 47               | Торнб'єрн Скіеруп   | Мікаель Гансен        |
| 24 | Польща (POL)                          | Чемпіонат світу 2014            | 49               | Йонаш Стельмашик    | Кацпер Земінський     |
| 25 | Перу (PER)                            | Чемпіонат світу 2015            | 24               | Стефано Песк'єра    | Стефано Песк'єра      |
| 26 | Аргентина (ARG)                       | Чемпіонат світу 2015            | 28               | Хуліо Алсогарай     | Хуліо Алсогарай       |
| 27 | Естонія (EST)                         | Чемпіонат світу 2015            | 31               | Карл-Мартін Раммо   | Карл-Мартін Раммо     |
| 28 | Чилі (CHI)                            | Чемпіонат світу 2015            | 34               | Матіас дель Солар   | Матіас дель Солар     |
| 29 | Південна Корея (KOR)                  | Чемпіонат світу 2015            | 38               | Ха Чі Мін           | Ха Чі Мін             |
| 30 | ПАР (RSA)                             | Чемпіонат світу 2015            | 45               | Стефано Марсія      | Стефано Марсія        |
| 31 | Угорщина (HUN)                        | Чемпіонат світу 2015            | 50               | Балаж Томаї         | Бен'ямін Ваднаї       |
| 32 | Чорногорія (MNE)                      | Чемпіонат світу 2015            | 52               | Мілівой Дукіч       | Мілівой Дукіч         |
| 33 | Іспанія (ESP)                         | Чемпіонат світу 2015            | 56               | Хоакін Бланко       | Хоакін Бланко         |
| 34 | Сейшельські Острови (SEY)             | Африканська регата              | 2                | Родні Говінден      | Родні Говінден        |
| 35 | Єгипет (EGY)                          | Африканська регата              | 4                | Ахмед Рагаб         | Ахмед Рагаб           |
| 36 | Малайзія (MAS)                        | Кубок світу (Азія)              | 1                | Хайрулнізам Афенді  | Хайрулнізам Афенді    |
| 37 | Таїланд (THA)                         | Кубок світу (Азія)              | 2                | Кіраті Буалонг      | Кіраті Буалонг        |
| 38 | Острови Кука (COK)                    | Кубок світу (Океанія)           | 23               | Тауа Генрі          | Тауа Генрі            |
| 39 | Росія (RUS)                           | «Принцеса Софія» (Європа)       | 20               | Сергій Коміссаров   | Сергій Коміссаров     |
| 40 | Чехія (CZE)                           | «Принцеса Софія» (Європа)       | 23               | Віктор Теплий       | Віктор Теплий         |
| 41 | Тринідад і Тобаго (TTO)               | Панамериканські ігри 2015 (ПнА) | 9                | Ендрю Льюїс         | Ендрю Льюїс           |
| 42 | Мексика (MEX)                         | Кубок світу (ПнА)               | 43               | Янік Хентрі         | Янік Хентрі           |
| 43 | Сальвадор (ESA)                       | Панамериканські ігри 2015 (ПдА) | 11               | Енріке Аратун       | Енріке Аратун         |
| 44 | Венесуела (VEN)                       | Кубок світу (ПдА)               | 58               | Хосе Гутьєррес      | Хосе Гутьєррес        |
| 45 | Ангола (ANG)                          | Тристороння комісія             | Н/Д              | Н/Д                 | Мануел Лелу           |
| 46 | Бермуди (BER)                         | Тристороння комісія             | Н/Д              | Н/Д                 | Кемерон Піментель     |

### Фінн
| #  | Країна                    | Кваліфікаційний турнір    | Місце на турнірі | Яхтсмен               | Яхтсмен на Іграх      |
| -- | ------------------------- | ------------------------- | ---------------- | --------------------- | --------------------- |
| 1  | Бразилія (BRA)            | Країна-господарка         | Н/Д              | Н/Д                   | Жорже Заріф           |
| 2  | Велика Британія (GBR)     | Чемпіонат світу 2014      | 1                | Джайлс Скотт          | Джайлс Скотт          |
| 3  | Хорватія (CRO)            | Чемпіонат світу 2014      | 2                | Іван Кліковіч-Гаспіч  | Іван Кліковіч-Гаспіч  |
| 4  | Франція (FRA)             | Чемпіонат світу 2014      | 4                | Жонатан Лобер         | Жонатан Лобер         |
| 5  | Нова Зеландія (NZL)       | Чемпіонат світу 2014      | 5                | Джош Джуніор          | Джош Джуніор          |
| 6  | США (USA)                 | Чемпіонат світу 2014      | 7                | Калеб Пейн            | Калеб Пейн            |
| 7  | Норвегія (NOR)            | Чемпіонат світу 2014      | 8                | Андерс Педерсен       | Андерс Педерсен       |
| 8  | Швеція (SWE)              | Чемпіонат світу 2014      | 10               | Макс Салмінен         | Макс Салмінен         |
| 9  | Данія (DEN)               | Чемпіонат світу 2014      | 11               | Йонас Гег-Крістенсен  | Йонас Гег-Крістенсен  |
| 10 | Словенія (SLO)            | Чемпіонат світу 2014      | 12               | Василій Жбогар        | Василій Жбогар        |
| 11 | Австралія (AUS)           | Чемпіонат світу 2014      | 13               | Джейк Ліллі           | Джейк Ліллі           |
| 12 | Угорщина (HUN)            | Чемпіонат світу 2014      | 15               | Жомбор Береш          | Жомбор Береш          |
| 13 | Фінляндія (FIN)           | Чемпіонат світу 2014      | 16               | Тапіо Ніркко          | Тапіо Ніркко          |
| 14 | Нідерланди (NED)          | Чемпіонат світу 2015      | 6                | Пітер-Ян Постма       | Пітер-Ян Постма       |
| 15 | Греція (GRE)              | Чемпіонат світу 2015      | 9                | Іоанніс Мітакіс       | Іоанніс Мітакіс       |
| 16 | Естонія (EST)             | Чемпіонат світу 2015      | 11               | Денис Карпак          | Денис Карпак          |
| 17 | Уругвай (URU)             | Чемпіонат світу 2015      | 17               | Алехандро Фолья Коста | Алехандро Фолья Коста |
| 18 | Італія (ITA)              | Чемпіонат світу 2015      | 24               | Джорджо Поджі         | Джорджо Поджі         |
| 19 | Сейшельські Острови (SEY) | «Принцеса Софія» (Африка) | 56               | Аллан Джулі           | Аллан Джулі           |
| 20 | Китай (CHN)               | Кубок світу (Азія)        | 1                | Гун Лей               | Гун Лей               |
| —  |                           | Кубок світу (Океанія)     |                  |                       |                       |
| 21 | Туреччина (TUR)           | «Принцеса Софія» (Європа) | 18               | Алікан Кайнар         | Алікан Кайнар         |
| 22 | Канада (CAN)              | Кубок світу (ПнА)         | 13               | Том Рамшоу            | Том Рамшоу            |
| 23 | Аргентина (ARG)           | Кубок світу (ПдА)         | 10               | Факундо Олецца        | Факундо Олецца        |

### 470
| #  | Країна                | Кваліфікаційний турнір    | Місце на турнірі | Яхтсмен                           | Яхтсмен на Іграх                  |
| -- | --------------------- | ------------------------- | ---------------- | --------------------------------- | --------------------------------- |
| 1  | Бразилія (BRA)        | Країна-господарка         | Н/Д              | Н/Д                               | Бруно Аморім Енріке Аддад         |
| 2  | Австралія (AUS)       | Чемпіонат світу 2014      | 1                | Метью Белчер Вільям Раян          | Метью Белчер Вільям Раян          |
| 3  | Хорватія (CRO)        | Чемпіонат світу 2014      | 2                | Шіме Фантела Ігор Маренич         | Шіме Фантела Ігор Маренич         |
| 4  | Греція (GRE)          | Чемпіонат світу 2014      | 3                | Павлос Кагіаліс Панагіотіс Мантіс | Павлос Кагіаліс Панагіотіс Мантіс |
| 5  | Велика Британія (GBR) | Чемпіонат світу 2014      | 4                | Люк Пейшенс Елліот Вілліс         | Люк Пейшенс Кріс Грубе            |
| 6  | США (USA)             | Чемпіонат світу 2014      | 5                | Стюарт Макней Дейв Г'юз           | Стюарт Макней Дейв Г'юз           |
| 7  | Японія (JPN)          | Чемпіонат світу 2014      | 6                | Тецуя Мацунаґа Юґо Йосіда         | Кадзуто Дої Кіміхіко Імамура      |
| 8  | Іспанія (ESP)         | Чемпіонат світу 2014      | 7                | Хорді Ксаммар Хоан Херп           | Хорді Ксаммар Хоан Херп           |
| 9  | Франція (FRA)         | Чемпіонат світу 2014      | 8                | Гійом Піруель Валентен Сіпан      | Соф'ян Буве Жеремі Міон           |
| 10 | Росія (RUS)           | Чемпіонат світу 2014      | 10               | Павло Созикін Денис Грибанов      | Павло Созикін Денис Грибанов      |
| 11 | Нова Зеландія (NZL)   | Чемпіонат світу 2014      | 12               | Пол Сноу-Гансен Деніел Вілкокс    | Пол Сноу-Гансен Деніел Вілкокс    |
| 12 | Австрія (AUT)         | Чемпіонат світу 2014      | 13               | Флоріан Райхштадтер Маттіас Шмід  | Флоріан Райхштадтер Маттіас Шмід  |
| 13 | Швейцарія (SUI)       | Чемпіонат світу 2014      | 14               | Яннік Браучлі Ромуальд Гауссер    | Яннік Браучлі Ромуальд Гауссер    |
| 14 | Швеція (SWE)          | Чемпіонат світу 2014      | 15               | Антон Дальберг Фредерік Бергстрем | Антон Дальберг Фредерік Бергстрем |
| 15 | Фінляндія (FIN)       | Чемпіонат світу 2015      | 5                | Йоонас Ліндгрен Ніклас Ліндгрен   | Йоонас Ліндгрен Ніклас Ліндгрен   |
| 16 | Німеччина (GER)       | Чемпіонат світу 2015      | 9                | Фердинанд Герц Олівер Шиманскі    | Фердинанд Герц Олівер Шиманскі    |
| 17 | Аргентина (ARG)       | Чемпіонат світу 2015      | 18               | Лукас Калабрезе Хуан де ла Фуенте | Лукас Калабрезе Хуан де ла Фуенте |
| 18 | Туреччина (TUR)       | Чемпіонат світу 2015      | 19               | Деніз Чинар Атеш Чинар            | Деніз Чинар Атеш Чинар            |
| 19 | ПАР (RSA)             | Чемпіонат світу 2015      | 21               | Асенаті Джим Роджер Гадсон        | Асенаті Джим Роджер Гадсон        |
| 20 | Ізраїль (ISR)         | Чемпіонат світу 2015      | 24               | Дан Фройліх Еял Левін             | Дан Фройліх Еял Левін             |
| 21 | Південна Корея (KOR)  | Чемпіонат світу 2015      | 29               | Кім Чанг Ю Кім Чі Хун             | Кім Чанг Ю Кім Чі Хун             |
| 22 | Ангола (ANG)          | Африканська регата        | 6                | Матіас Монтінью Пайшау Афонсу     | Матіас Монтінью Пайшау Афонсу     |
| 23 | Китай (CHN)           | Кубок світу (Азія)        | 1                | Ван Чао Лань Хао                  | Ван Вей Сюй Цзанцзюнь             |
| —  |                       | Кубок світу (Океанія)     |                  |                                   |                                   |
| 24 | Україна (UKR)         | «Принцеса Софія» (Європа) | 14               | Борис Швець Павло Мацуєв          | Борис Швець Павло Мацуєв          |
| 25 | Канада (CAN)          | Кубок світу (ПнА)         | 7                | Джейкоб Сондерс Грем Сондерс      | Джейкоб Сондерс Грем Сондерс      |
| 26 | Чилі (CHI)            | Кубок світу (ПдА)         | 18               | Андрес Дукассе Франсіско Дукассе  | Андрес Дукассе Франсіско Дукассе  |

### 49er
| #  | Країна                | Кваліфікаційний турнір    | Місце на турнірі | Яхтсмен                            | Яхтсмен на Іграх                   |
| -- | --------------------- | ------------------------- | ---------------- | ---------------------------------- | ---------------------------------- |
| 1  | Бразилія (BRA)        | Країна-господарка         | Н/Д              | Н/Д                                | Габріель Боржес Марко Граель       |
| 2  | Нова Зеландія (NZL)   | Чемпіонат світу 2014      | 1                | Пітер Берлінг Блер Тьюк            | Пітер Берлінг Блер Тьюк            |
| 3  | Данія (DEN)           | Чемпіонат світу 2014      | 2                | Йонас Варрер Андерс Томсен         | Йонас Варрер Крістіан Петер Любек  |
| 4  | Австралія (AUS)       | Чемпіонат світу 2014      | 3                | Натан Ауттерідж Ієн Дженсен        | Натан Ауттерідж Ієн Дженсен        |
| 5  | Австрія (AUT)         | Чемпіонат світу 2014      | 4                | Ніко Делле-Карт Ніколаус Реш       | Ніко Делле-Карт Ніколаус Реш       |
| 6  | Португалія (POR)      | Чемпіонат світу 2014      | 5                | Жоржі Ліма Жозе Кошта              | Жоржі Ліма Жозе Кошта              |
| 7  | Велика Британія (GBR) | Чемпіонат світу 2014      | 6                | Джон Пінк Стюарт Бітелл            | Ділан Флетчер Ален Сайн            |
| 8  | Ірландія (IRL)        | Чемпіонат світу 2014      | 8                | Раян Сітон Метт Макговерн          | Раян Сітон Метт Макговерн          |
| 9  | Франція (FRA)         | Чемпіонат світу 2014      | 9                | Еммануель Д'єн Стефан Крістідіс    | Ное Делпеш Жульєн Д'Ортолі         |
| 10 | Іспанія (ESP)         | Чемпіонат світу 2014      | 10               | Карлос Пас Антон Пас               | Дієго Ботін Яго Лопес              |
| 11 | Італія (ITA)          | Чемпіонат світу 2014      | 12               | Стефано Керін Андреа Тесеї         | Руджеро Тіта П'єтро Дзуккетті      |
| 12 | Польща (POL)          | Чемпіонат світу 2015      | 4                | Павел Колодзинський Лукаш Пшибитек | Павел Колодзинський Лукаш Пшибитек |
| 13 | Німеччина (GER)       | Чемпіонат світу 2015      | 5                | Ерік Хайль Томас Плессель          | Ерік Хайль Томас Плессель          |
| 14 | Аргентина (ARG)       | Чемпіонат світу 2015      | 6                | Клаус Ланхе Яго Ланхе              | Клаус Ланхе Яго Ланхе              |
| 15 | Хорватія (CRO)        | Чемпіонат світу 2015      | 12               | Павле Костов Петар Купак           | Павле Костов Петар Купак           |
| 16 | Бельгія (BEL)         | Чемпіонат світу 2015      | 19               | Яннік Лефевр Том Пельсмакерс       | Яннік Лефевр Том Пельсмакерс       |
| —  | Канада (CAN)          | Чемпіонат світу 2015      | 41               | Девід Морі Джастін Барнз           |                                    |
| 17 | Швейцарія (SUI)       | Чемпіонат світу 2015      | 43               | Люсьєн Кужан Себастьєн Шнайтер     | Люсьєн Кужан Себастьєн Шнайтер     |
| —  |                       | «Принцеса Софія» (Африка) |                  |                                    |                                    |
| 18 | Японія (JPN)          | Кубок світу (Азія)        | 1                | Юкіо Макіно Кендзі Такахасі        | Юкіо Макіно Кендзі Такахасі        |
| —  |                       | Кубок світу (Океанія)     |                  |                                    |                                    |
| —  | Швеція (SWE)          | «Принцеса Софія» (Європа) | 14               | Віктор Берґстрем Ніклас Дурінґ     |                                    |
| 19 | США (USA)             | Кубок світу (ПнА)         | 13               | Томас Берровз III Джозеф Морріс    | Томас Берровз III Джозеф Морріс    |
| 20 | Чилі (CHI)            | Кубок світу (ПдА)         | 39               | Бенджамін Грес Крістобаль Грес     | Бенджамін Грес Крістобаль Грес     |

## Жіночі змагання

### RS:X
| #  | Країна                | Кваліфікаційний турнір    | Місце на турнірі | Яхтсменка              | Яхтсменка на Іграх     |
| -- | --------------------- | ------------------------- | ---------------- | ---------------------- | ---------------------- |
| 1  | Бразилія (BRA)        | Країна-господарка         | Н/Д              | Н/Д                    | Патрісія Фрейтас       |
| 2  | Франція (FRA)         | Чемпіонат світу 2014      | 1                | Шарлін Пікон           | Шарлін Пікон           |
| 3  | Іспанія (ESP)         | Чемпіонат світу 2014      | 2                | Маріна Алабау          | Маріна Алабау          |
| 4  | Ізраїль (ISR)         | Чемпіонат світу 2014      | 3                | Мааян Давидович        | Мааян Давидович        |
| 5  | Китай (CHN)           | Чемпіонат світу 2014      | 4                | У Цзяхуей              | Чень Пейна             |
| 6  | Велика Британія (GBR) | Чемпіонат світу 2014      | 5                | Брайоні Шоу            | Брайоні Шоу            |
| 7  | Італія (ITA)          | Чемпіонат світу 2014      | 6                | Флавія Тарталіні       | Флавія Тарталіні       |
| 8  | Польща (POL)          | Чемпіонат світу 2014      | 7                | Зофія Клепацька        | Малгожата Бялецька     |
| 9  | Нідерланди (NED)      | Чемпіонат світу 2014      | 10               | Ліліан де Гюйс         | Ліліан де Гюйс         |
| 10 | Фінляндія (FIN)       | Чемпіонат світу 2014      | 15               | Туулі Петая            | Туулі Петая            |
| 11 | Росія (RUS)           | Чемпіонат світу 2014      | 19               | Стефанія Єлфутіна      | Стефанія Єлфутіна      |
| —  | Нова Зеландія (NZL)   | Чемпіонат світу 2014      | 21               | Наталія Косинська      |                        |
| 12 | Естонія (EST)         | Чемпіонат світу 2014      | 23               | Інгрід Пууста          | Інгрід Пууста          |
| 13 | Мексика (MEX)         | Чемпіонат світу 2014      | 24               | Деміта Вега            | Деміта Вега            |
| 14 | Гонконг (HKG)         | Чемпіонат світу 2015      | 11               | Хей Ман Гейлі Чан      | Ло Сін Лам Соня        |
| 15 | Японія (JPN)          | Чемпіонат світу 2015      | 21               | Мегумі Іседа           | Мегумі Іседа           |
| 16 | Норвегія (NOR)        | Чемпіонат світу 2015      | 29               | Марія Моллестад        | Марія Моллестад        |
| —  | Австралія (AUS)       | Чемпіонат світу 2015      | 31               | Джоанна Стерлінґ       |                        |
| 17 | Данія (DEN)           | Чемпіонат світу 2015      | 36               | Лерке Буль-Хансен      | Лерке Буль-Хансен      |
| 18 | Греція (GRE)          | Чемпіонат світу 2015      | 38               | Ангелікі Скарлату      | Ангелікі Скарлату      |
| 19 | США (USA)             | Чемпіонат світу 2015      | 39               | Фарра Голл             | Маріон Леперт          |
| 20 | Туреччина (TUR)       | Чемпіонат світу 2015      | 47               | Ділара Уралп           | Ділара Уралп           |
| —  | Швеція (SWE)          | Чемпіонат світу 2015      | 48               | Фанні Бауманн          |                        |
| —  | Німеччина (GER)       | Чемпіонат світу 2015      | 54               | Штефані Шварц          |                        |
| 21 | Латвія (LAT)          | Чемпіонат світу 2015      | 55               | Кетія Бірзуле          | Кетія Бірзуле          |
| 22 | Сінгапур (SIN)        | Чемпіонат світу 2015      | 56               | Ніколь Лім             | Одрі Йонг              |
| 23 | Алжир (ALG)           | Африканська регата        | 1                | Катя Белаббас          | Катя Белаббас          |
| 24 | Таїланд (THA)         | Кубок світу (Азія)        | 2                | Сіріпон Каевдуанг-Нгам | Сіріпон Каевдуанг-Нгам |
| —  |                       | Кубок світу (Океанія)     |                  |                        |                        |
| 25 | Угорщина (HUN)        | «Принцеса Софія» (Європа) | 35               | Сара Чолноки           | Сара Чолноки           |
| —  | Канада (CAN)          | Кубок світу (ПнА)         | 31               | Олівія М'ю             |                        |
| 26 | Аргентина (ARG)       | Кубок світу (ПдА)         | 26               | Марія Техеріна         | Марія Техеріна         |

### Лазер Радіал
| #  | Країна                  | Кваліфікаційний турнір          | Місце на турнірі | Яхтсменка                 | Яхтсменка на Іграх        |
| -- | ----------------------- | ------------------------------- | ---------------- | ------------------------- | ------------------------- |
| 1  | Бразилія (BRA)          | Країна-господарка               | Н/Д              | Н/Д                       | Фернанда Декноп           |
| 2  | Нідерланди (NED)        | Чемпіонат світу 2014            | 1                | Маріт Боувместер          | Маріт Боувместер          |
| 3  | Швеція (SWE)            | Чемпіонат світу 2014            | 2                | Юзефіна Ульссон           | Юзефіна Ульссон           |
| 4  | Бельгія (BEL)           | Чемпіонат світу 2014            | 3                | Еві ван Акер              | Еві ван Акер              |
| 5  | Фінляндія (FIN)         | Чемпіонат світу 2014            | 4                | Туула Тенканен            | Туула Тенканен            |
| 6  | Чехія (CZE)             | Чемпіонат світу 2014            | 5                | Вероніка Фенклова         | Вероніка Фенклова         |
| 7  | Хорватія (CRO)          | Чемпіонат світу 2014            | 6                | Тіна Михелич              | Тіна Михелич              |
| 8  | Данія (DEN)             | Чемпіонат світу 2014            | 7                | Анн-Марі Ріндом           | Анн-Марі Ріндом           |
| 9  | Франція (FRA)           | Чемпіонат світу 2014            | 8                | Матільда де Керанга       | Матільда де Керанга       |
| 10 | Велика Британія (GBR)   | Чемпіонат світу 2014            | 9                | Алісон Янг                | Алісон Янг                |
| —  | Нова Зеландія (NZL)     | Чемпіонат світу 2014            | 12               | Сара Вінтер               |                           |
| 11 | Китай (CHN)             | Чемпіонат світу 2014            | 13               | Чжан Дуншуан              | Сюй Ліцзя                 |
| 12 | США (USA)               | Чемпіонат світу 2014            | 14               | Еріка Райнеке             | Пейдж Райлі               |
| 13 | Італія (ITA)            | Чемпіонат світу 2014            | 17               | Сільвія Дзеннаро          | Сільвія Дзеннаро          |
| 14 | Канада (CAN)            | Чемпіонат світу 2014            | 18               | Ісабелла Бертолд          | Бренда Бовскілл           |
| 15 | Сінгапур (SIN)          | Чемпіонат світу 2014            | 19               | Елізабет Ю Лін Їнь        | Елізабет Ю Лін Їнь        |
| 16 | Ірландія (IRL)          | Чемпіонат світу 2014            | 20               | Анналіз Мерфі             | Анналіз Мерфі             |
| 17 | Норвегія (NOR)          | Чемпіонат світу 2014            | 21               | Марте Енґер Ейде          | Тіріл Буе                 |
| 18 | Литва (LTU)             | Чемпіонат світу 2014            | 22               | Вікторія Андруліте        | Гінтаре Шейдт             |
| 19 | Білорусь (BLR)          | Чемпіонат світу 2014            | 23               | Тетяна Дроздовська        | Тетяна Дроздовська        |
| 20 | Японія (JPN)            | Чемпіонат світу 2015            | 8                | Манамі Дой                | Манамі Дой                |
| 21 | Австралія (AUS)         | Чемпіонат світу 2015            | 11               | Ешлі Стоддарт             | Ешлі Стоддарт             |
| 22 | Туреччина (TUR)         | Чемпіонат світу 2015            | 13               | Назлі Кагла Донертас      | Назлі Кагла Донертас      |
| 23 | Аргентина (ARG)         | Чемпіонат світу 2015            | 21               | Люсія Фаласка             | Люсія Фаласка             |
| 24 | Іспанія (ESP)           | Чемпіонат світу 2015            | 23               | Алісія Себріан            | Алісія Себріан            |
| 25 | Туніс (TUN)             | Африканська регата              | 1                | Інес Гматі                | Інес Гматі                |
| 26 | Алжир (ALG)             | Африканська регата              | 2                | Імен Шеріф Сахрауї        | Імен Шеріф Сахрауї        |
| 27 | Таїланд (THA)           | Кубок світу (Азія)              | 1                | Камолван Чан'їм           | Камолван Чан'їм           |
| 28 | Малайзія (MAS)          | Кубок світу (Азія)              | 2                | Нур Шазрін Мохаммад Латіф | Нур Шазрін Мохаммад Латіф |
| 29 | Острови Кука (COK)      | Кубок світу (Океанія)           | 13               | То Моана Маккензі         | То Моана Маккензі         |
| 30 | Угорщина (HUN)          | «Принцеса Софія» (Європа)       | 8                | Марія Ерді                | Марія Ерді                |
| 31 | Португалія (POR)        | «Принцеса Софія» (Європа)       | 13               | Сара Карму                | Сара Карму                |
| 32 | Аруба (ARU)             | Панамериканські ігри 2015 (ПнА) | 4                | Філіппін ван Аангольт     | Філіппін ван Аангольт     |
| 33 | Бермуди (BER)           | Кубок світу (ПнА)               | 40               | Сесілія Вольман           | Сесілія Вольман           |
| 34 | Уругвай (URU)           | Панамериканські ігри 2015 (ПдА) | 2                | Долорес Морейра Фраскіні  | Долорес Морейра Фраскіні  |
| 35 | Перу (PER)              | Кубок світу (ПдА)               | 36               | Палома Шмідт              | Палома Шмідт              |
| 36 | Кайманові Острови (CAY) | Тристороння комісія             | Н/Д              | Н/Д                       | Флоренс Аллан             |
| 37 | Сент-Люсія (LCA)        | Тристороння комісія             | Н/Д              | Н/Д                       | Стефані Дево-Ловелл       |

### 470
| #  | Країна                | Кваліфікаційний турнір    | Місце на турнірі | Яхтсменка                                  | Яхтсменка на Іграх                         |
| -- | --------------------- | ------------------------- | ---------------- | ------------------------------------------ | ------------------------------------------ |
| 1  | Бразилія (BRA)        | Країна-господарка         | Н/Д              | Н/Д                                        | Ана Барбачан Фернанда Олівейра             |
| 2  | Австрія (AUT)         | Чемпіонат світу 2014      | 1                | Лара Вадлау Йоланта Огар                   | Лара Вадлау Йоланта Огар                   |
| 3  | Нова Зеландія (NZL)   | Чемпіонат світу 2014      | 2                | Джо Алех Олівія Поурі                      | Джо Алех Олівія Поурі                      |
| 4  | Велика Британія (GBR) | Чемпіонат світу 2014      | 3                | Ганна Міллс Саскія Кларк                   | Ганна Міллс Саскія Кларк                   |
| 5  | Франція (FRA)         | Чемпіонат світу 2014      | 4                | Каміль Леконтр Елен Дефранс                | Каміль Леконтр Елен Дефранс                |
| 6  | Словенія (SLO)        | Чемпіонат світу 2014      | 5                | Тіна Мрак Вероніка Макароль                | Тіна Мрак Вероніка Макароль                |
| 7  | Нідерланди (NED)      | Чемпіонат світу 2014      | 6                | Мішель Брукгейзен Маріке Йонґенс           | Афродіта Кіранаку Аннелус ван Веен         |
| 8  | США (USA)             | Чемпіонат світу 2014      | 7                | Енні Хегер Бріана Прованча                 | Енні Хегер Бріана Прованча                 |
| 9  | Японія (JPN)          | Чемпіонат світу 2014      | 8                | Ай Кондо Йосіда Міхо Йосіока               | Ай Кондо Йосіда Міхо Йосіока               |
| 10 | Росія (RUS)           | Чемпіонат світу 2014      | 11               | Аліса Кирилюк Людмила Дмитрієва            | Аліса Кирилюк Людмила Дмитрієва            |
| 11 | Китай (CHN)           | Чемпіонат світу 2014      | 15               | Чень Шаша Ґао Хайянь                       | Хуан Лічжу Ван Сяолі                       |
| 12 | Польща (POL)          | Чемпіонат світу 2015      | 6                | Агнєшка Скжипулєц Ірміна Мрузек-Гліщинська | Агнєшка Скжипулєц Ірміна Мрузек-Гліщинська |
| 13 | Німеччина (GER)       | Чемпіонат світу 2015      | 8                | Анніка Бохман Марлен Штайнгер              | Анніка Бохман Марлен Штайнгер              |
| 14 | Австралія (AUS)       | Чемпіонат світу 2015      | 9                | Керрі Сміт Джеймі Раян                     | Керрі Сміт Джеймі Раян                     |
| 15 | Іспанія (ESP)         | Чемпіонат світу 2015      | 10               | Маріна Гальєго Фатіма Реєс                 | Барбара Корнуделья Сара Лопес              |
| 16 | Швейцарія (SUI)       | Чемпіонат світу 2015      | 11               | Лінда Фарні Майя Зігенталер                | Лінда Фарні Майя Зігенталер                |
| 17 | Італія (ITA)          | Чемпіонат світу 2015      | 20               | Роберта Капуто Аліче Сінно                 | Елена Берта Аліче Сінно                    |
| —  |                       | «Принцеса Софія» (Африка) |                  |                                            |                                            |
| 18 | Сінгапур (SIN)        | Кубок світу (Азія)        | 13               | Лі Шу Сянь Прісцилла Лоу                   | Джовіна Бей Фень Чу Аманда Ин              |
| —  |                       | Кубок світу (Океанія)     |                  |                                            |                                            |
| 19 | Ізраїль (ISR)         | «Принцеса Софія» (Європа) | 9                | Ніна Амір Гіль Коен                        | Ніна Амір Гіль Коен                        |
| —  | Канада (CAN)          | Кубок світу (ПнА)         | 12               | Еллісон Сюрретт Александра Тен Гоув        |                                            |
| 20 | Чилі (CHI)            | Кубок світу (ПдА)         | 9                | Надья Хорвіц Софія Міддлтон                | Надья Хорвіц Софія Міддлтон                |

### 49erFX
| #  | Країна                | Кваліфікаційний турнір    | Місце на турнірі | Яхтсменка                                 | Яхтсменка на Іграх                  |
| -- | --------------------- | ------------------------- | ---------------- | ----------------------------------------- | ----------------------------------- |
| 1  | Бразилія (BRA)        | Країна-господарка         | Н/Д              | Н/Д                                       | Мартіна Граель Кахена Кунце         |
| 2  | Данія (DEN)           | Чемпіонат світу 2014      | 2                | Іда Маріє Бод Нільсен Маріє Тусґор Ольсен | Єна Гансен Катя Сальсков-Іверсен    |
| 3  | Італія (ITA)          | Чемпіонат світу 2014      | 3                | Джулія Конті Франческа Клапчіч            | Джулія Конті Франческа Клапчіч      |
| 4  | Нідерланди (NED)      | Чемпіонат світу 2014      | 4                | Аннемік Беккерінг Аннетт Дойц             | Аннемік Беккерінг Аннетт Дойц       |
| 5  | Німеччина (GER)       | Чемпіонат світу 2014      | 5                | Вікторія Юрчок Аніка Лоренц               | Вікторія Юрчок Аніка Лоренц         |
| 6  | Велика Британія (GBR) | Чемпіонат світу 2014      | 7                | Шарлотта Добсон Софі Ейнсворт             | Шарлотта Добсон Софі Ейнсворт       |
| 7  | Іспанія (ESP)         | Чемпіонат світу 2014      | 8                | Тамара Ечегоєн Берта Бетансос             | Тамара Ечегоєн Берта Бетансос       |
| 8  | Швеція (SWE)          | Чемпіонат світу 2014      | 9                | Ліза Еріксон Ханна Клінга                 | Ліза Еріксон Ханна Клінга           |
| —  | Австралія (AUS)       | Чемпіонат світу 2014      | 11               | Тесс Ллойд Кейтлін Екс                    |                                     |
| 9  | Нова Зеландія (NZL)   | Чемпіонат світу 2014      | 12               | Александра Мелоні Моллі Міч               | Александра Мелоні Моллі Міч         |
| 10 | Франція (FRA)         | Чемпіонат світу 2014      | 17               | Сара Стюарт Жулі Боссар                   | Сара Стюарт Од Компан               |
| 11 | Аргентина (ARG)       | Чемпіонат світу 2015      | 11               | Вікторія Траваскіо Марія Соль Бранц       | Вікторія Траваскіо Марія Соль Бранц |
| 12 | Сінгапур (SIN)        | Чемпіонат світу 2015      | 13               | Грізельда Кхнг Сара Тан                   | Грізельда Кхнг Сара Тан             |
| 13 | Канада (CAN)          | Чемпіонат світу 2015      | 17               | Даніель Бойд Ерін Реф'юз                  | Даніель Бойд Ерін Реф'юз            |
| 14 | Норвегія (NOR)        | Чемпіонат світу 2015      | 18               | Рагна Агеруп Майя Агеруп                  | Рагна Агеруп Майя Агеруп            |
| 15 | Ірландія (IRL)        | Чемпіонат світу 2015      | 19               | Андреа Брюстер Саскія Тайді               | Андреа Брюстер Саскія Тайді         |
| —  | Хорватія (CRO)        | Чемпіонат світу 2015      | 24               | Еня Минчевич Марина Дуймович              |                                     |
| —  | Австрія (AUT)         | Чемпіонат світу 2015      | 28               | Лаура Шефеґґер Ельза Лофрек               |                                     |
| 16 | Естонія (EST)         | Чемпіонат світу 2015      | 35               | Катлін Таммісте Анна Марія Сепп           | Катлін Таммісте Анна Марія Сепп     |
| —  |                       | «Принцеса Софія» (Африка) |                  |                                           |                                     |
| 17 | Японія (JPN)          | Кубок світу (Азія)        | 1                | Міягава Кейко Такано Сена                 | Міягава Кейко Такано Сена           |
| —  |                       | Кубок світу (Океанія)     |                  |                                           |                                     |
| 18 | Фінляндія (FIN)       | «Принцеса Софія» (Європа) | 9                | Камілла Цедеркрейц Ноора Рускола          | Камілла Цедеркрейц Ноора Рускола    |
| 19 | США (USA)             | Кубок світу (ПнА)         | 17               | Періс Хенкен Хелена Скатт                 | Періс Хенкен Хелена Скатт           |
| 20 | Чилі (CHI)            | Кубок світу (ПдА)         | 27               | Аранца Гумучіо Бегонья Гумучіо            | Аранца Гумучіо Бегонья Гумучіо      |

## Змішані дисципліни

### Nacra 17
| #  | Країна                | Кваліфікаційний турнір    | Місце на турнірі | Яхтсменка                              | Яхтсменка на Іграх                     |
| -- | --------------------- | ------------------------- | ---------------- | -------------------------------------- | -------------------------------------- |
| 1  | Бразилія (BRA)        | Країна-господарка         | Н/Д              | Н/Д                                    | Самуель Альбрехт Ізабель Сван          |
| 2  | Франція (FRA)         | Чемпіонат світу 2014      | 1                | Біллі Бессон Марі Ріо                  | Біллі Бессон Марі Ріо                  |
| 3  | Аргентина (ARG)       | Чемпіонат світу 2014      | 2                | Сантьяго Ланхе Сесілія Карранса Саролі | Сантьяго Ланхе Сесілія Карранса Саролі |
| 4  | Австралія (AUS)       | Чемпіонат світу 2014      | 3                | Джейсон Вотергаус Ліза Дарманін        | Джейсон Вотергаус Ліза Дарманін        |
| 5  | Італія (ITA)          | Чемпіонат світу 2014      | 4                | Вітторіо Біссаро Сільвія Сікурі        | Вітторіо Біссаро Сільвія Сікурі        |
| 6  | Нова Зеландія (NZL)   | Чемпіонат світу 2014      | 5                | Джемма Джонс Джейсон Сондерс           | Джемма Джонс Джейсон Сондерс           |
| 7  | Швейцарія (SUI)       | Чемпіонат світу 2014      | 6                | Матіас Бюлер Наталі Бруггер            | Матіас Бюлер Наталі Бруггер            |
| 8  | Велика Британія (GBR) | Чемпіонат світу 2014      | 7                | Лусі Макґреґор Ендрю Волш              | Бен Сакстон Нікола Гровс               |
| 9  | Данія (DEN)           | Чемпіонат світу 2014      | 11               | Аллан Неррегор Ліне Юст Емсванґ        | Аллан Неррегор Анетт Віборг Андреасен  |
| 10 | Австрія (AUT)         | Чемпіонат світу 2014      | 14               | Томас Заяц Таня Франк                  | Томас Заяц Таня Франк                  |
| 11 | Нідерланди (NED)      | Чемпіонат світу 2014      | 18               | Коен де Конінг Менді Мюлдер            | Коен де Конінг Менді Мюлдер            |
| 12 | Німеччина (GER)       | Чемпіонат світу 2015      | 5                | Пауль Кольхофф Кароліна Вернер         | Пауль Кольхофф Кароліна Вернер         |
| 13 | Аруба (ARU)           | Чемпіонат світу 2015      | 7                | Ніколь ван дер Вельден Тійс Фіссер     | Ніколь ван дер Вельден Тійс Фіссер     |
| 14 | Іспанія (ESP)         | Чемпіонат світу 2015      | 9                | Ікер Мартінес Маріна Лопес             | Фернандо Ечаваррі Тара Пачеко          |
| 15 | США (USA)             | Чемпіонат світу 2015      | 19               | Метью Вайтгед Сара Ньюбері             | Бора Гуларі Луїза Чейфі                |
| 16 | Туніс (TUN)           | «Принцеса Софія» (Африка) | 41               | Хеді Гарбі Ріхаб Хаммамі               | Хеді Гарбі Ріхаб Хаммамі               |
| 17 | Сінгапур (SIN)        | Кубок світу (Азія)        | 1                | Джастін Лю Деніз Лім                   | Джастін Лю Деніз Лім                   |
| —  |                       | Кубок світу (Океанія)     |                  |                                        |                                        |
| 18 | Греція (GRE)          | «Принцеса Софія» (Європа) | 16               | Міхаїл Патеніотіс Софія Бекатору       | Міхаїл Патеніотіс Софія Бекатору       |
| 19 | Канада (CAN)          | Кубок світу (ПнА)         | 15               | Люк Ремзі Нікола Гірке                 | Люк Ремзі Нікола Гірке                 |
| 20 | Уругвай (URU)         | Кубок світу (ПдА)         | 33               | Пабло Дефазіо Маріана Фолья            | Пабло Дефазіо Маріана Фолья            |